# 小立村
小立村（こだちむら）は山梨県南都留郡にあった村。現在の富士河口湖町小立にあたる。

## 地理
- 湖沼：河口湖

## 歴史
- 1889年（明治22年）7月1日 - 町村制の施行により、近世以来の小立村が単独で自治体を形成。
- 1949年（昭和24年）2月16日 - 村内で火災が発生して約300戸が焼失。後日、山梨県は天皇、皇后から御救恤金を賜った[1]。
- 1956年（昭和31年）9月30日 - 南都留郡大石村・河口村・船津村と新設合併して河口湖町が発足。同日小立村廃止。

## 交通

### 道路
- 国道139号